# Ajah
Een Ajah zijn een orde van Aes Sedai uit de epische fantasyserie Het Rad des Tijds van de Amerikaanse schrijver Robert Jordan.
Er bestaan zeven Ajahs en er bestaat ook een achtste, verscholen Ajah. Elke Ajah heeft een eigen filosofie over het gebruik van de Ene Kracht en over de doelstellingen van een Aes Sedai. Elke Ajah heeft een eigen plan, dat deels geheim is. Ze hebben ook een eigen regeringswijze en eigen tradities. Ze hebben allemaal drie Gezetenen in de Zaal van de Toren om de orde te vertegenwoordigen. Ze hebben daarnaast een eigen overste en/of bestuursraad. Dit hoeft niet per se een Gezetene te zijn. Deze overste is slechts in de Ajah zelf bekend: dit is een geheim voor de Aes Sedai van de andere Ajahs. Ook zijn er wevingen die alleen bij een bepaalde Ajah bekend zijn. Deze zijn geheim en worden alleen aan zusters van die Ajah geleerd.

## De zeven Ajahs
- De Rode Ajah
- De Blauwe Ajah
- De Bruine Ajah
- De Gele Ajah
- De Grijze Ajah
- De Witte Ajah
- De Groene Ajah

### Doelstellingen van de Ajahs
- De Rode Ajah beschermt de bevolking tegen alle mannen die de Ware Bron kunnen aanraken. Daarom hebben ze grotendeels een afkeer voor bijna alle mannen. Zusters van de Rode Ajah hebben geen Zwaardhand.
- De Blauwe Ajah streeft naar gerechtigheid en is bedreven in politiek en bestuur.
- De Bruine Ajah wijdt zich aan boeken en het behouden van kennis. Er wordt gezegd dat ze vaak dromerig zijn en zich distantiëren van de wereld om zich heen.
- De Gele Ajah houdt zich bezig met het helen van zieken en gewonden.
- De Grijze Ajah bemiddelt in conflicten en streeft naar harmonie.
- De Witte Ajah wijdt zich aan filosofie en aan het zoeken naar de waarheid.
- De Groene Ajah is de strijdende Ajah en maakt zich klaar voor Tarmon Gai'don. Zij zijn de enige Aes Sedai die meerdere zwaardhanden binden, en zijn ook de enige die af en toe trouwen.

## De Zwarte Ajah
Veel mensen ontkennen het bestaan van de Zwarte Ajah. De Zwarte Ajah zijn aanhangers van het Duister. De leden van deze Ajah bevinden zich onder alle Ajahs. Ze zijn niet meer gebonden aan de drie eden die ze hebben afgelegd, en kunnen daardoor vrijuit liegen en doden met de Ene Kracht. Er zijn dertien geleiders en dertien Myrddraal nodig om iemand tegen zijn of haar wil in tot het Duister te bekeren. Dit zijn dus bijvoorbeeld leden van de Zwarte Ajah, aangezien er na het Breken van de Wereld geen mannelijke Aes Sedai meer bestaan en de Gruwheren ook niet meer bestaan.
Een lid van de Zwarte Ajah kent in de Witte Toren slechts twee andere leden van de Zwarte Ajah. Op deze manier voorkomen ze ontdekking. Er bestaat ook een bepaalde rangorde binnen de Zwarte Ajah. Alviarin is op dit moment de leidster van de Zwarte Ajah in de Witte Toren.